# 宮下舞花
宮下 舞花（みやした まいか、1993年〈平成5年〉7月12日 - ）は、日本の歌手、アイドル、女優である。神奈川県出身。FORZA RECORD所属。

## 略歴
- 2005年3月、Power Ageに加入する。
- 2009年5月、Power Ageが解散する。
- 2011年3月1日デビューシングル『絆/Brightest Star/ラクガキ』（CHEM-106、1500枚限定 （オリコン週間ランキング2位）を発売する。
- 2014年5月、放課後プリンセスに加入して芸名は「舞花」とする。
- 2017年11月、韓国語楽曲『クデマヌン・キオッハムニダ（あなただけを覚えています）』を発表し、韓国KBS2TVのドラマ「花を咲かせろ！ダルスン（原題）」の挿入歌に採用される。「第25回大韓民国文化芸能大賞」で日本人女性アイドル初の”インターナショナル部門海外アーティスト賞”を受賞する。
- 2018年7月、「宮下舞花」として再CDデビュー、ミニアルバム「#blooMing」を発売する。ラドンナ原宿にてソロライブ『宮下舞花 First Solo LIVE #blooMing』を開催する[2]。
- 2021年3月、放課後プリンセスを卒業し[3]、ソロ活動に専念。
- 2021年7月、ミュージカル座「ひめゆり」に月組ふみ役として出演。
- 2023年9月30日、結婚と妊娠を発表[4]。

## 人物
- 趣味は、ダンス、音楽鑑賞、映画鑑賞、TV鑑賞。
- 特技は、歌、ピアノ、手芸。

## ディスコグラフィー
- 『絆/Brightest Star/ラクガキ』（2011年3月1日発売・CHEM-106） - （オリコン週間ランキング2位）
- 『#blooMing』（2018年7月11日発売・FORZA9） - 再デビューEP（ミニアルバム）

## 出演

### 舞台
- キノドラマ「怜々蒐集譚」（新国立劇場）（2019年2月）- かぐや 役
- ミュージカル座「ひめゆり」（ミュージカル）（2021年7月 / 2025年8月）- 月組ふみ 役[5]
- ミュージカル座「スター誕生2〜歌こそ我が命〜」（ミュージカル）（2021年11月）- 月組 石川このみ 役
- しんみゅ幕末歌劇 新選組 ～土方・藤堂の篇～（2022年1月14日・15日、四日市市文化会館、2月6日 - 12日、草月ホール）- 沖田総司 役
- ミュージカル「信長〜朧本能寺〜」（2025年6月12日 - 16日、IMAホール） - 森蘭丸 役[6]
- あの鐘の音と共に -THE BELL 2025-（2025年10月4日 - 12日〈予定〉、あうるすぽっと） - ベラ 役[7]

### 映画
- 花のあすか組NEO!（2009年4月）- 初音 役
- キネマ「怜々蒐集譚」（2019年2月）- かぐや 役

### テレビドラマ
- キューティーハニー THE LIVE（2007年、テレビ東京）- 彩 役
- RHプラス 第4話（2008年、TOKYO MX）

### 主題歌/挿入歌
- 韓国・KBS2TVのドラマ「花を咲かせろ!ダルスン（原題）」挿入歌「クデマヌン・キオッハムニダ（あなただけを覚えています）」（2017年11月）
- 映画「みとりし」主題歌「サクラの約束」（2019年）

### Web
- ドラマ「チョコレートンの冒険」 第2話（2006年1月、明治製菓）
- 情報番組「サークルリンク」（2006年10月、バンダイ）- リポーター

### ラジオ番組
- ラジオiNEWS （2018年7月24日、31日 ラジオNIKKEI第1放送、7月下旬火曜日ゲスト）